# دیو برایت
دیو برایت (انگلیسی: Dave Bright؛ زادهٔ ۲۹ نوامبر ۱۹۴۹) یک بازیکن فوتبال اهل نیوزیلند است.
وی همچنین در تیم ملی فوتبال نیوزیلند بازی کرده است.